# برقو (تونس)
برقو (به عربی: برقو) یک منطقهٔ مسکونی در تونس است که در استان سلیانه واقع شده‌است.
 برقو  ۴٬۹۱۶ نفر جمعیت دارد.